# Le chat miaulera trois fois
Pour plus de détails, voir Fiche technique et Distribution.
Le chat miaulera trois fois (A noi piace freddo...!) est un film italien réalisé par Steno et sorti en 1960.

## Synopsis
Le film est une parodie de film d'espionnage, se déroulant à Rome en 1943.

## Fiche technique
- Réalisation : Steno
- Scénario : Vittorio Metz, Roberto Gianviti, Steno
- Production :  Flora Film, Tai Film, Variety Film Production
- Photographie : Massimo Dallamano
- Musique : Carlo Rustichelli
- Montage : Giuliana Attenni
- Durée : 110 minutes
- Date de sortie : 1960

## Distribution
- Ugo Tognazzi : Ugo Bevilacqua
- Raimondo Vianello : Conte Raimondo
- Peppino De Filippo : Titozzi
- Yvonne Furneaux : Rosalina
- Francis Blanche : von Krussendorf
- Carlo Taranto : officier allemand
- Cesare Fantoni : officier allemand
- Rik Van Nutter : officier allemand
- Luisa Mattioli